# Trachelas scutatus
Espèce
Trachelas scutatus est une espèce d'araignées aranéomorphes de la famille des Trachelidae.

## Répartition
Cette espèce  se rencontre au Nigeria et au Ghana.

## Description
Les mâles mesurent de 2,60 à 2,80 mm et les femelles de 2,40 à 2,70 mm.

## Systématique et taxinomie
Cette espèce a été décrite par Haddad et Lyle en 2025.

## Publication originale
- Haddad & Lyle, 2025 : « A revision of the genus Trachelas L. Koch, 1872 (Araneae: Trachelidae) in the continental Afrotropical Region. » Zootaxa, no 5673(4), p. 451-493.